# Ke Seung-woon
Ke Seung-woon   (Corea del Nord, 26 de desembre de 1943) fou un futbolista nord-coreà de la dècada de 1960.
Fou internacional amb la selecció de futbol de Corea del Nord amb la qual participà a la copa del Món de futbol de 1966, però no hi arribà a disputar cap partit.
A nivell de club destacà com a jugador de Rodongja Sports Club.